# Agrément
Agrément (fr. 'zgoda, aprobata, przyjęcie' z łac. grātus 'miły, przyjemny, atrakcyjny') – w prawie dyplomatycznym wstępna zgoda państwa na przyjęcie określonej osoby w charakterze szefa misji dyplomatycznej obcego państwa. Przed wysłaniem szefa misji państwo wysyłające musi się upewnić, czy zostanie on zaakceptowany przez państwo przyjmujące. W drodze poufnej stosowna prośba o udzielenie agrément (demande d'agréation) jest przekazywana wraz z krótkim życiorysem kandydata do ministerstwa spraw zagranicznych państwa, w którym ta osoba ma być akredytowana. Państwo przyjmujące ma swobodę udzielenia bądź odmowy udzielenia agrément, co więcej – w przypadku odmowy, nie ma obowiązku jej uzasadnienia, choć z reguły to czyni, aby wyjaśnić motywy swej decyzji. Poufność tej procedury ma zapewniać nieskrępowanie państw oraz ochronę prestiżu samego kandydata, w przypadku gdyby spotkał się z odmową udzielenia agrément.
Powody odmowy udzielenia agrément mogą wiązać się z osobą samego kandydata (np. w przeszłości negatywnie wypowiadał się o kraju, w którym teraz miałby być akredytowany), bądź wynikać ze stanu stosunków między oboma państwami (np. odmowa agrément jako swoista manifestacja ochłodzenia wzajemnych stosunków).
W praktyce procedura uzyskania wcześniejszego agrément dotyczy szefów misji dyplomatycznej w pierwszej (ambasador, nuncjusz apostolski) i drugiej klasie (poseł). Nie praktykuje się zapytania o agrément w przypadku chargé d’affaires, czyli szefów misji w trzeciej (ostatniej) klasie.
Agrément jest warunkiem koniecznym, ale jeszcze niewystarczającym do objęcia funkcji szefa misji. Rozpoczyna on swoją misję dopiero w momencie akredytacji, czyli przyjęcia jego listów uwierzytelniających przez głowę państwa (w przypadku szefów misji w pierwszej i drugiej klasie) lub listów wprowadzających przez ministra spraw zagranicznych (w przypadku Chargé d’affaires) państwa przyjmującego.